# Imperio bizantino bajo la dinastía macedonia
El Imperio bizantino experimentó un renacimiento durante el reinado de los emperadores griegos macedónicos de finales del siglo ix, x y principios del xi, cuando ganó el control del mar Adriático, la Italia meridional y todo el territorio del zar Samuel de Bulgaria.
Las ciudades del imperio se expandieron y la riqueza se extendió por las provincias debido a la nueva seguridad. La población aumentó y la producción se incrementó, lo que estimuló una nueva demanda y, al mismo tiempo, ayudó a fomentar el comercio.
Culturalmente, hubo un crecimiento considerable en la educación y el aprendizaje (el «Renacimiento macedonio»). Los textos antiguos se conservaron y se volvieron a copiar con paciencia. El arte bizantino floreció y brillantes mosaicos adornaban los interiores de las numerosas iglesias nuevas. 
Aunque el imperio era significativamente más pequeño que durante el reinado de Justiniano I, también era más fuerte, ya que los territorios restantes estaban menos dispersos geográficamente y más integrados política y culturalmente.

## Desarrollos internos
Aunque la tradición atribuyó el «Renacimiento bizantino» a Basilio I (reinó de 867 a 886), iniciador de la dinastía macedónica, algunos estudiosos posteriores han atribuido el crédito a las reformas del predecesor de Basilio, Miguel III (reinó de 842 a 867) y del funcionario Teoctisto (fallecido en 855). Este último en particular favoreció la cultura en la corte y, con una política financiera cuidadosa, aumentó constantemente las reservas de oro del imperio. El surgimiento de la dinastía macedónica coincidió con desarrollos internos que fortalecieron la unidad religiosa del imperio.
El movimiento iconoclasta experimentó un fuerte declive: esto favoreció su suave supresión por parte de los emperadores y la reconciliación de la lucha religiosa que había agotado los recursos imperiales en los siglos anteriores. A pesar de las derrotas tácticas ocasionales, la situación administrativa, legislativa, cultural y económica continuó mejorando bajo los sucesores de Basilio, especialmente con Romano I Lecapeno (920-944). El sistema de themas alcanzó su forma definitiva en este período. El establecimiento de la Iglesia ortodoxa comenzó a apoyar lealmente la causa imperial, y el estado limitó el poder de la clase terrateniente a favor de los pequeños propietarios agrícolas, que constituían una parte importante de la fuerza militar del Imperio. Estas condiciones favorables contribuyeron al aumento de la capacidad de los emperadores para librar la guerra contra los árabes.

## Guerras contra los musulmanes
Para 867, el imperio había estabilizado su posición tanto en el este como en el oeste, mientras que el éxito de su estructura militar defensiva había permitido a los emperadores comenzar a planificar guerras de reconquista en el este. 

El Imperio bizantino hacia el 867.

El proceso de reconquista se inició con fortunas variables. La reconquista temporal de Creta (843) fue seguida por una aplastante derrota bizantina en el Bósforo, mientras que los emperadores fueron incapaces de evitar la continua conquista musulmana de Sicilia (827-902). Usando la actual Túnez como su plataforma de lanzamiento, los musulmanes conquistaron Palermo en 831, Mesina en 842, Enna en 859, Siracusa en 878, Catania en 900 y la última fortaleza griega, Taormina, en 902.
Estos inconvenientes fueron posteriormente contrarrestados por una expedición victoriosa contra Damieta en Egipto (856), la derrota del emir de Melitene (863), la confirmación de la autoridad imperial sobre Dalmacia (867) y las ofensivas de Basilio I hacia el Éufrates (870).
Mientras tanto, la amenaza de los árabes musulmanes se redujo por las luchas internas y por el ascenso de los pueblos túrquicos en el este. Sin embargo, los musulmanes recibieron ayuda de la secta de los paulicianos, que había encontrado un gran número de seguidores en las provincias orientales del imperio y, al enfrentarse a la persecución bajo los bizantinos, a menudo luchaba bajo la bandera árabe. Fueron necesarias varias campañas para someter a los paulicianos, que finalmente fueron derrotados por Basilio I.
En 904, el desastre golpeó al imperio cuando su segunda ciudad, Tesalónica, fue saqueada por una flota árabe dirigida por un renegado bizantino. Los bizantinos respondieron destruyendo una flota árabe en 908 y saqueando la ciudad de Laodicea en Siria dos años después. A pesar de esta venganza, los bizantinos aún no pudieron asestar un golpe decisivo contra los musulmanes, quienes infligieron una aplastante derrota a las fuerzas imperiales cuando intentaron recuperar Creta en 911.
La situación en la frontera con los territorios árabes siguió siendo fluida, con los bizantinos alternativamente a la ofensiva o a la defensiva. La Rus de Kiev, que apareció cerca de Constantinopla por primera vez en 860, constituyó otro nuevo desafío. En 941 se presentaron en la orilla asiática del Bósforo, pero esta vez fueron aplastados, que muestra las mejoras en la posición militar bizantina después de 907, cuando solamente la diplomacia había sido capaz de hacer retroceder a los invasores. El vencedor de la Rus de Kiev fue el célebre general Juan Curcuas, que prosiguió la ofensiva con otras notables victorias en Mesopotamia (943): estas culminaron con la reconquista de Edesa (944), que se celebró especialmente por el regreso a Constantinopla del venerado Mandylion.
Los emperadores soldados Nicéforo II Focas (reinó de 963 a 969) y Juan I Tzimisces (de 969 a 976) expandieron el imperio hasta Siria, derrotando a los emires del noroeste de Irak y reconquistando Creta y Chipre. En un momento bajo Juan, los ejércitos del imperio incluso amenazaron a Jerusalén, muy al sur. El Emirato de Alepo y sus vecinos se convirtieron en vasallos del imperio en el este, donde la mayor amenaza para el imperio era el Califato fatimí de Egipto.

## Guerras contra Bulgaria

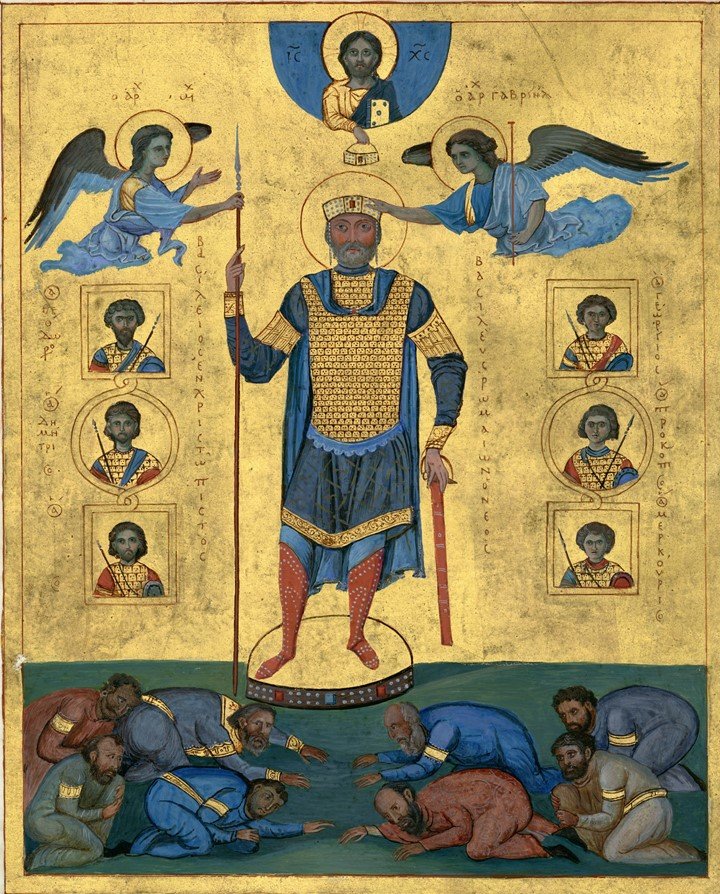
El emperador Basilio II el Matador de Búlgaros (976-1025).

La lucha tradicional con la Santa Sede, impulsada por la cuestión de la supremacía religiosa sobre la Bulgaria recién cristianizada. Esto provocó una invasión del poderoso zar Simeón I en 894, pero fue rechazada por la diplomacia bizantina, que pidió la ayuda de los húngaros. Sin embargo, los bizantinos fueron a su vez derrotados en la batalla de Bulgarófigo (896) y se vieron obligados a pagar subvenciones anuales a los búlgaros. Más tarde (912) Simeón incluso hizo que los bizantinos le concedieran la corona de basileo de Bulgaria e hizo que el joven emperador Constantino VII se casara con una de sus hijas. Cuando una revuelta en Constantinopla detuvo su proyecto dinástico, invadió nuevamente Tracia y conquistó Adrianópolis.
Una gran expedición imperial al mando de León Focas y Romano Lecapeno terminó de nuevo con una aplastante derrota bizantina en la batalla de Aqueloo (917), y al año siguiente los búlgaros devastaron el norte de la actual Grecia al sur de Corinto. Adrianópolis fue capturada nuevamente en 923 y en 924 el ejército búlgaro asedió Constantinopla. La presión del norte se alivió solo después de la muerte de Simeón en 927.
Bajo el emperador Basilio II (reinó de 976 a 1025), Bulgaria se convirtió en el objetivo de las campañas anuales del ejército bizantino. La guerra se prolongaría durante casi veinte años, pero finalmente en la batalla de Kleidon las fuerzas búlgaras fueron completamente derrotadas y capturadas. Según las leyendas medievales, 99 de cada 100 soldados búlgaros fueron cegados y el centésimo hombre restante se quedó con un ojo para llevar a sus compatriotas a casa; según se informa, cuando el anciano zar Samuel de Bulgaria vio los restos de su otrora formidable ejército, murió de un ataque al corazón. En 1018 Bulgaria se rindió y pasó a formar parte del Imperio bizantino, restaurando así la frontera del Danubio, que no se había mantenido desde los días de Heraclio.
Durante este período, la princesa bizantina Teófano, esposa del emperador del Sacro Imperio Romano Germánico Otón II, sirvió como regente del Sacro Imperio Romano Germánico, allanando el camino para la expansión hacia el oeste de la cultura bizantina.

## Relaciones con la Rus de Kiev

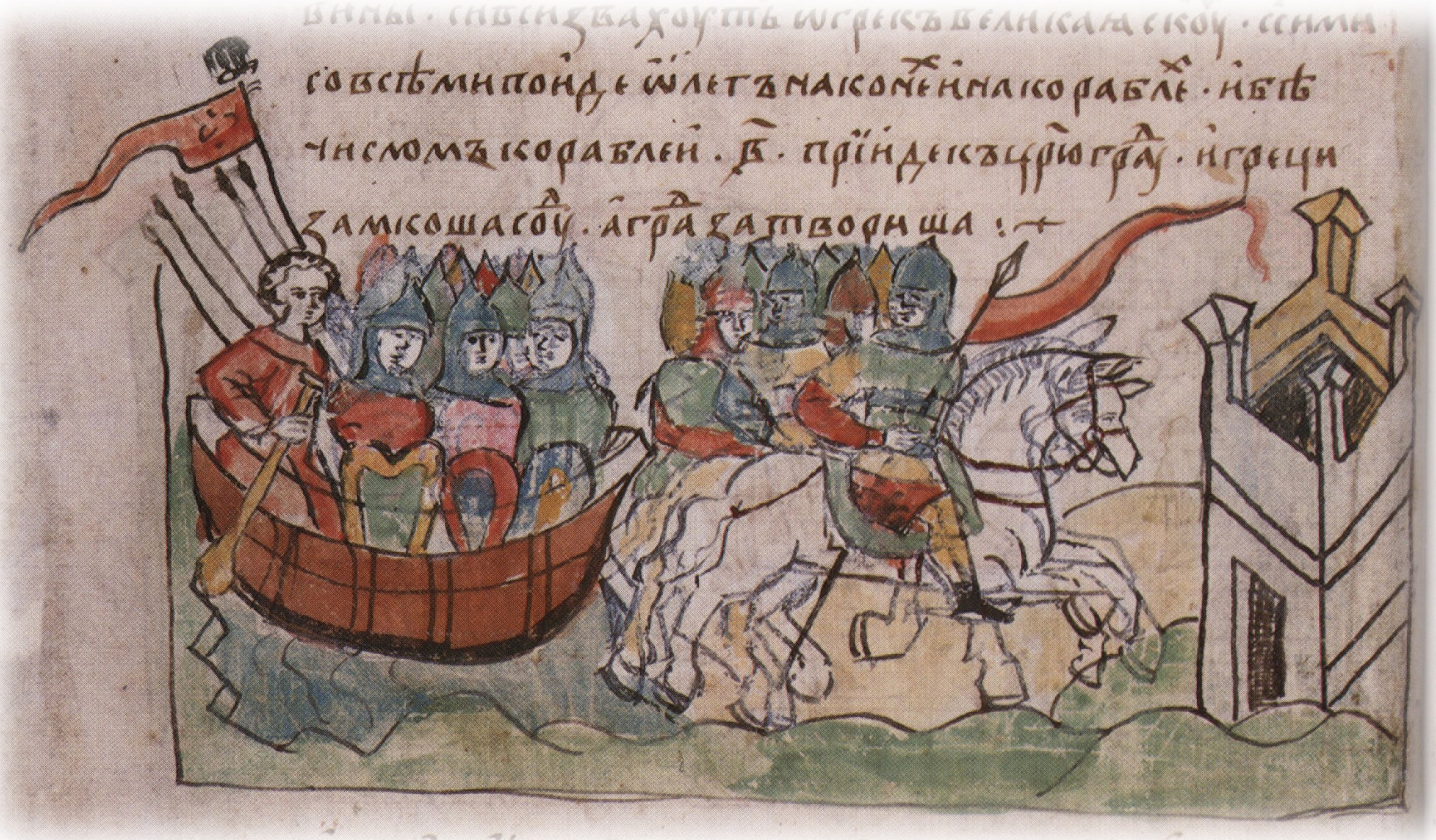
El príncipe Oleg conduce un escuadrón de botes a caballo hasta las murallas de Tsargrad. Manuscrito iluminado de la Rus de Kiev (907).

Entre 800 y 1100, el imperio desarrolló una relación mixta con el nuevo estado de la Rus de Kiev que surgió al norte a través del mar Negro.
El Imperio bizantino se convirtió rápidamente en el principal socio comercial y cultural de Kiev. Después de convertirse al cristianismo, Vladimiro I de Kiev empleó a muchos arquitectos y artistas para trabajar en numerosas catedrales e iglesias alrededor de su país, expandiendo todavía más la influencia bizantina.
Los príncipes de la Rus de Kiev solían casarse con miembros de la familia imperial bizantina y Constantinopla solía emplear ejércitos de príncipes; lo más notable es que Vladimiro I obsequió a Bizancio con la famosa guardia varega, un ejército de feroces mercenarios escandinavos. Algunos creen que esto fue a cambio del matrimonio de la hermana de Basilio II, Ana, con Vladimiro I. Sin embargo, la Crónica de Néstor afirma que el matrimonio fue a cambio de la conversión de la Rus de Kiev a la fe ortodoxa; la guardia varega fue un subproducto (aunque significativo) de este intercambio.
La relación no siempre fue amistosa. Durante este intervalo de trescientos años, Constantinopla y otras ciudades bizantinas fueron atacadas varias veces por los ejércitos de la Rus de Kiev (véase guerras ruso-bizantinas). Kiev nunca fue lo suficientemente lejos como para poner en peligro al imperio; las guerras fueron principalmente una herramienta para obligar a los bizantinos a firmar tratados comerciales cada vez más favorables, cuyos textos están registrados en la Crónica de Néstor (tratado ruso-bizantino de 907) y otros documentos históricos. Constantinopla, al mismo tiempo, enfrentó constantemente a la Rus de Kiev, Bulgaria y Polonia entre sí.
La influencia bizantina en la Rus de Kiev no puede subestimarse. La escritura de estilo bizantino se convirtió en un estándar para el alfabeto cirílico adoptado de Bulgaria, la arquitectura bizantina dominó en Kiev y, como principal socio comercial, el Imperio bizantino desempeñó un papel fundamental en el establecimiento, el ascenso y la caída de la Rus de Kiev.

## Triunfo

Los temas del Imperio bizantino a la muerte de Basilio II en 1025.

El Imperio bizantino ahora se extendía hasta Armenia en el este, hasta Calabria en la Italia meridional en el oeste. Se habían logrado muchos éxitos, desde la conquista de Bulgaria, a la anexión de partes de Georgia y Armenia, a la aniquilación total de una fuerza invasora de egipcios fuera de Antioquía. Sin embargo, incluso estas victorias no fueron suficientes; Basilio II consideró que la continua ocupación árabe de Sicilia era un ultraje. En consecuencia, planeaba reconquistar la isla, que había pertenecido al imperio durante más de trescientos años (c. 550-c. 900). Sin embargo, su muerte en 1025 puso fin al proyecto.
El siglo XI también fue trascendental por sus eventos religiosos. En 1054, las relaciones entre las tradiciones cristianas occidentales de habla griega y eslava y de habla latina llegaron a una crisis terminal. Aunque hubo una declaración formal de separación institucional, el 16 de julio, cuando tres legados papales entraron en Santa Sofía durante la Divina Liturgia un sábado por la tarde y colocaron una bula de excomunión en el altar, el llamado Cisma de Oriente fue la culminación de siglos de separación gradual. Aunque el cisma fue provocado por disputas doctrinales (en particular, la negativa oriental a aceptar la doctrina de la Iglesia occidental de la Cláusula Filioque, o doble procesión del Espíritu Santo), las disputas sobre cuestiones administrativas y políticas se habían mantenido a fuego lento durante siglos. La separación formal de la Iglesia ortodoxa de Oriente y la Iglesia católica de Occidente tendría consecuencias de gran alcance para el futuro de Europa y el cristianismo.